# Азад, Идрис
Идрис Азад (урду ادریس آزاد‎), настоящее имя — Идрис Ахмад (урду ادریس احمد‎, род. 7 августа, 1969) — пакистанский писатель, философ, романист, поэт, драматург и колумнист. Он написал несколько книг по художественной литературе, журналистике, критике поэзии, философии, мистике и искусству. Преподает логику и философию в Международном исламском университете в Исламабад. Идрис Азад также связан с пакистанской киноиндустрией. Он является руководителем отдела VFX (визуальных эффектов) и CGI (графика) в Парагонской Академии исполнительных искусств в Лахор. Также помогает режиссёру Сайед Нуру в создании фильмов.

## Биография
Азад родился в семье Саида Ахмада в городе Хушаб (Пенджаб, Пакистан). Получил степень магистра философии в Университете Пенджаба в Лахор.

## Философия
Идрис Азад исследует социобиологическую эволюцию. Он расширяет идею индийского философа сэра Мухаммада Икбаля, что каждый живой организм на Земле плотно прикреплен к ней, и требует антигравитационную силу, чтобы избавиться от укорененности в Землю. Он называет это свободой от Земли-Укорененности. Азад утверждает, что, чем ближе к Земле, тем более деградирует ценность жизни.

## Публикации
Философия
- «Aurat, Iblees aur Khuda» (урду عورت، ابلیس اور خدا‎) (Женщина, Д’явол и Бог)[14]
- «Maoseeqi, Tasweer aur Sharaab»[15] (урду موسیقی، تصویر اور شراب‎) (Музыка, Картины и Вино)
- «Islam Maghrib kay Katehray Main» (урду اسلام، مغرب کے کٹہرے میں‎) (Ислам в Западном правительстве)[16]
- «Tassawuf, Science aur Iqbal»[17][18] (урду تصوف، سائنس اور اقبال‎) (Мистика, Наука и Икбаль)

Романы
- «Sultan Muhammad Fateh»[19] (سلطان محمد فاتح‎)
- «Ibn e Attaash»[20] (урду ابن عطاش‎)
- «Sultan Shamsuddin Altamash»[21] (урду سلطان شمس الدین التمش‎)
- «Behr e Aswad kay Us Paar»[22] (урду بحر اسود کے اس پار‎)
- «Undlus kay Qazzaaq»[23] (урду اندلس کے قزاق‎)
- «Qartaajna»[24] (урду قرطاجنہ‎)

Другие книги
- «Nai Saleebi Jang aur Usaama»[25][26] (урду نئی صلیبی جنگ اور اسامہ‎)
- «Baazgusht»[27][28](урду باز گشت‎)
- «Manashiyaat aur Tadaaruk»[29] (урду منشیات اور تدارک‎)
- «Nijaat kay Raastay Par» (урду نجات کے راستے پر‎)
- «Ibn e Maryam Hua karay Koi»[30][31](урду ابن مریم ہوا کرے کوئی‎)